# Louise Aglaé Massart

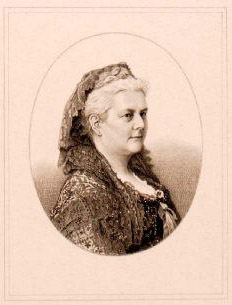
Louise Aglaé Massart

Louise Aglaé Massart (geb. Masson; * 10. Juni 1827 in Paris; † 26. Juli 1887 ebenda) war eine französische Pianistin, Musikpädagogin und Komponistin.

## Leben und Wirken
Loise Aglaé Masson studierte am Conservatoire de Paris bei Marie-Anna Coche und Louis Adam und erhielt 1840 den Ersten Preis im Fach Klavier. Nach öffentlichen Auftritten ernannte sie die Herzogin von Orléans zur Hofpianistin. 1849 heiratete sie den Geiger und Violinlehrer Lambert Massart. Beide gehörten zum Freundeskreis um Hector Berlioz und zählten mit Stephen Heller und Ernest Reyer zu den Gründern der Société Philharmonique. 
Von 1856 bis 1867 war Massart Mitglied der Société Armingaud et Jacquard, eines Streichquartetts, später Klavierquintetts, das sich der Aufführung der Kammermusik Mozarts, Beethovens, Mendelssohns und Schumanns widmete. Dem Ensemble gehörten die Geiger Jules Armingaud und E. Lapret, der Komponist und Bratschist Edouard Lalo (später Joseph Mas) und der Cellist und Komponist Léon Jacquard an. 1870 gab sie Kammermusikkonzerte mit
Henri Vieuxtemps und Léon Jacquard.

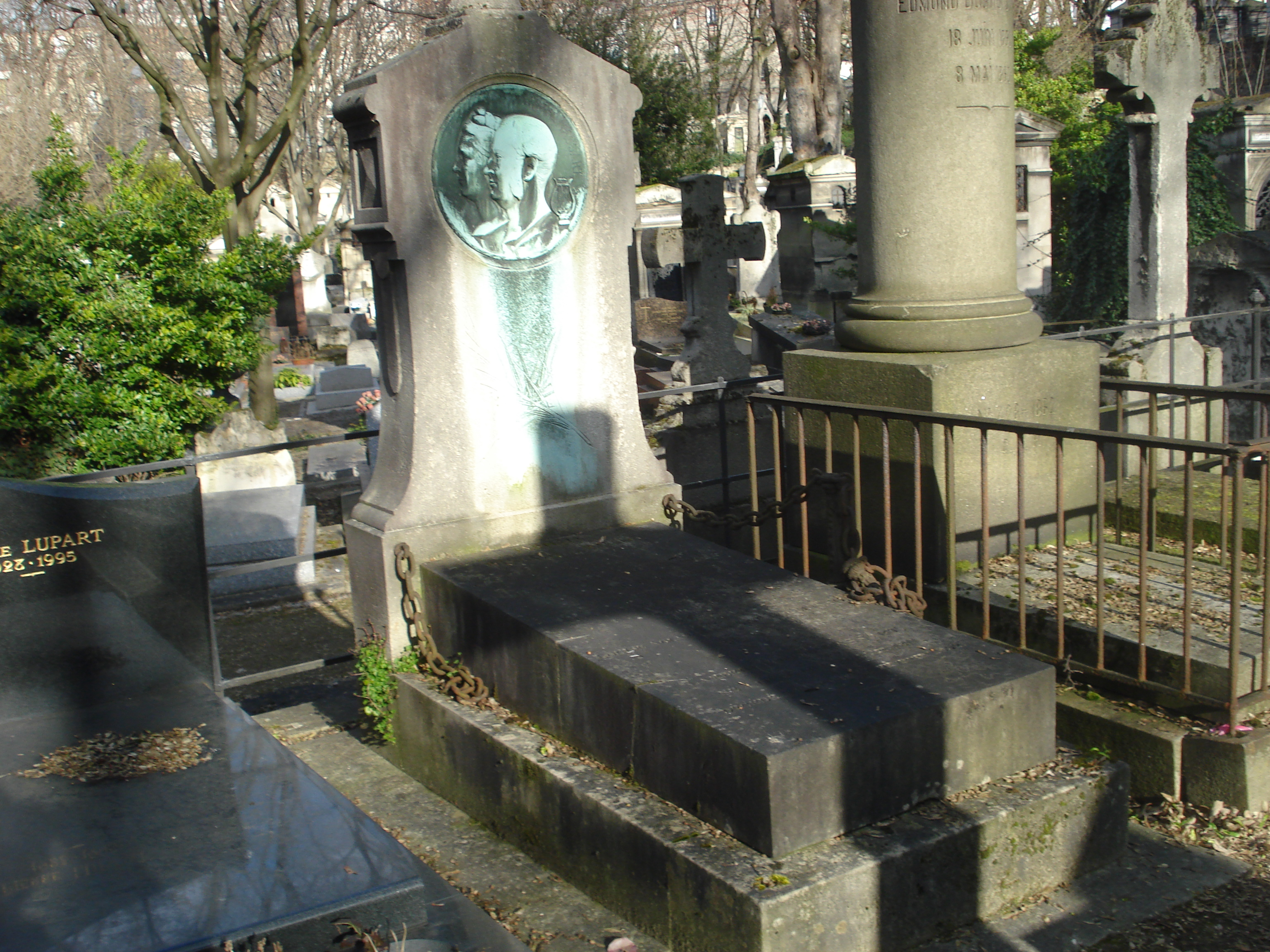
Grabstätte des Ehepaares auf dem Cimetière de Montmartre

1874 übernahm Massart am Conservatoire de Paris die Leitung der Klavierklasse von Louise Farrenc. Zu ihren Schülerinnen zählten Marie Roger-Miclos, Clotilde Kleeberg, Jeanne Arbeau und Gemma Luziani. Als Komponistin trat sie mit Arrangements für Violine und Klavier (u. a. Souvenir de Freischutz. Morceau de salon; Souvenirs du Comte Ory. Morceau de salon), Variationen und einem Valse brillante (Premiere pensee) für Klavier hervor.
Louise Aglaè Massart starb am 26. Juli 1887 im Alter von 60 Jahren in Paris. Sie fand ihre letzte Ruhestätte auf dem Cimetière de Montmartre, wo später auch ihr Ehemann bestattet wurde. Ihre Grabstätte, geschmückt mit einem großformatigen Porträtmedaillon beider Eheleute, ist bis heute erhalten.